# العلاقات السودانية الغانية
العلاقات السودانية الغانية هي العلاقات الثنائية التي تجمع بين السودان وغانا.

## مقارنة بين البلدين
هذه مقارنة عامة ومرجعية للدولتين:
| وجه المقارنة                                              | السودان                     | غانا         |
| --------------------------------------------------------- | --------------------------- | ------------ |
| المساحة (كم2)                                             | 1.89 مليون                  | 238.53 ألف   |
| عدد السكان (نسمة)                                         | 40.53 مليون                 | 26.91 مليون  |
| الكثافة السكانية (ن./كم²)                                 | 21.44                       | 112.82       |
| العاصمة                                                   | الخرطوم                     | أكرا         |
| اللغة الرسمية                                             | اللغة العربية، لغة إنجليزية | لغة إنجليزية |
| العملة                                                    | جنيه سوداني                 | سيدي غاني    |
| الناتج المحلي الإجمالي (بليون دولار)                      | 117.49 مليار                | 47.33 مليار  |
| الناتج المحلي الإجمالي (تعادل القوة الشرائية) بليون دولار | 176.55 مليار                | 115.41 مليار |
| الناتج المحلي الإجمالي الاسمي للفرد دولار أمريكي          | 2.41 ألف                    | 1.37 ألف     |
| الناتج المحلي الإجمالي للفرد دولار أمريكي                 | 4.07 ألف                    | 4.08 ألف     |
| مؤشر التنمية البشرية                                      | 0.479                       | 0.579        |
| رمز المكالمات الدولي                                      | +249                        | +233         |
| رمز الإنترنت                                              | سودان                       | .gh          |
| المنطقة الزمنية                                           | ت ع م+03:00، ت ع م+02:00    | 00           |

## منظمات دولية مشتركة
يشترك البلدان في عضوية مجموعة من المنظمات الدولية، منها:
| علم المنظمة | اسم المنظمة                                 | تاريخ انضمام السودان | تاريخ انضمام غانا |
| ----------- | ------------------------------------------- | -------------------- | ----------------- |
|             | الاتحاد البريدي العالمي                     | ?                    | ?                 |
|             | يونسكو                                      | 26 نوفمبر 1956       | 11 أبريل 1958     |
|             | البنك الدولي للإنشاء والتعمير               | 5 سبتمبر 1957        | 20 سبتمبر 1957    |
|             | وكالة ضمان الاستثمار متعدد الأطراف          | 7 نوفمبر 1991        | 29 أبريل 1988     |
|             | البنك الإفريقي للتنمية                      | ?                    | ?                 |
|             | الاتحاد الدولي للاتصالات                    | 23 أكتوبر 1957       | 17 مايو 1957      |
|             | منظمة الشرطة الجنائية الدولية               | ?                    | ?                 |
|             | مؤسسة التمويل الدولية                       | 21 أكتوبر 1960       | 3 أبريل 1958      |
|             | الأمم المتحدة                               | 12 نوفمبر 1956       | 8 مارس 1957       |
|             | الاتحاد الأفريقي                            | ?                    | ?                 |
|             | مجموعة دول أفريقيا والكاريبي والمحيط الهادئ | ?                    | ?                 |
|             | مؤسسة التنمية الدولية                       | 24 سبتمبر 1960       | 29 ديسمبر 1960    |
|             | الفريق المعني برصد الأرض                    | ?                    | ?                 |
|             | منظمة حظر الأسلحة الكيميائية                | ?                    | ?                 |
|             | المركز الدولي لتسوية المنازعات الاستشارية   | 9 مايو 1973          | 14 أكتوبر 1966    |

## وصلات خارجية
- موقع وزارة الخارجية السودانية
- موقع وزارة الخارجية الغانية